# 省 (阿拉伯語區劃名)
省（阿拉伯语：‎  [muˈħaːfaðˤa]；眾數：‎  [muħaːfaˈðˤaːt]；語譯為穆哈法薩）是很多阿拉伯國家的一級行政區，但不包括以此作為二級行政區的沙特阿拉伯。穆哈法薩一詞經常被翻譯作一樣有「省」意思的「Governorate」，偶爾也會翻譯為「Province」。Muhafazah一詞來自阿拉伯語詞根‎ ，即代表「保留」和「保衛」。的中心詞是。

## 阿拉伯國家的穆哈法薩

### 現存
- 巴林行政区划
- 埃及行政区划
- 伊拉克行政區劃
- 约旦行政区划
- 科威特行政区划
- 黎巴嫩行政区划
- 阿曼行政区划
- 巴勒斯坦行政区划
- 叙利亚行政区划
- 也门行政区划

### 其他
- 利比亞省份（英语：Governorates of Libya）（不復存在）
- 沙特阿拉伯省份（英语：Governorates of Saudi Arabia）（二級行政區劃）

另外突尼斯則使用维拉亚特作為該國一級行政區劃之名。